# EP-4
EP-4（イーピー・フォー）は、日本のニュー・ウェイヴ音楽ユニットである。
1980年代の結成当時は京都市に本拠を構え、カセットテープやレコードを発表。エキセントリックかつゲリラ的な戦略で、自主制作音楽業界の話題の中心に存在した。

## 歴史
京都市内にあったニュー・ウェイヴ系ディスコ「クラブ・モダーン」に集まっていた佐藤薫を中心とするメンバーによって、1980年に結成された。佐藤薫自身のインディーズレーベル「Skating Pears」、写真家の地引雄一が主催する東京のインディーズレーベル「テレグラフ」や、出版社のペヨトル工房から音源をリリースしていた。
佐藤薫はEP-4としての活動と並行して、山崎春美の前衛的ロックバンド「TACO」にも参加。TACOのセカンド・アルバムの参加メンバーは佐藤薫を含めて山崎春美、大里俊晴、野々村文宏の4名のみで、EP-4の別ユニットとしての側面も強い。
1983年、アルバム『リンガ・フランカ-1 昭和大赦』をリリース（詳細は後述）。
1980年代には高い音楽性と独自のセルフプロモーションで「謎のバンド」として話題を呼んだが、1990年代にはリーダーの佐藤薫が表舞台から退いていたため、バンド活動は停止していた。
2012年、30年ぶりにEP-4としてバンド編成での活動を再開し「5・21」ライブを行った。

## 音楽スタイルと影響
毛利嘉孝は、EP-4の音楽を「ファンクとはいえあくまで都会的で無機質な冷たさを保ったもの」と評している。また、「実験的なインダストリアル・ノイズ系バンドの影響が、ダンスミュージック以上に色濃い」と指摘している。
音楽以上に「その独自のメディア戦略」に注目する毛利は、EP-4を有名にした事柄として1983年5月21日のプロジェクトを挙げている。その日はEP-4のアルバムの発売が予定されており、題名などは伏せられたまま、ゲリラ的な宣伝活動として「EP-4 5・21」とだけ書かれた6万枚のステッカーを街中の至る場所に貼ったため、テロの予告や政治集会かと誤解され注目を集めた。5月21日、EP-4は京都、名古屋、東京（渋谷）の3か所でライブを行った。このプロジェクトについて、毛利は「日本における数少ないシチュアシオニスト（状況主義者）的実践と呼べるかもしれない」と述べている。
しかし同日に発売を予定していたアルバムの発売は延期された。インディーズではなくメジャーレーベルの日本コロムビアから発売されたため、『昭和崩御』というアルバムタイトルが、レコード制作基準管理委員会（通称「レコ倫」）の規定に抵触したためだと言われる。同アルバムはその後、ジャケットを軍鶏の写真から、予備校生金属バット両親殺人事件が起きた家の写真（藤原新也の写真集『東京漂流』に掲載されたもの）へと差し替えた上で『リンガ・フランカ-1 昭和大赦』の題名で発売された。
1980年代には、昭和天皇崩御がいわゆる「Xデー」として取り沙汰されていたため、あえて皇室タブーに踏み込んだところ、レコ倫による表現の自主規制に抵触したものである。なお、EP-4の楽曲の歌詞などがとりわけ政治的なイデオロギー性が強いわけではなく、一種の「話題作り」であった。
1980年代の日本のインディーズにはこうした傾向が一定存在し、同じ関西を拠点としていたニュー・ウェイヴ音楽ユニットである4-D（フォーディー）の小西健司は、天皇制や「Xデー」についてもっと直接的に楽曲やライブパフォーマンスで取り上げていた。
一方で、1980年代当時の日本社会では犯罪報道のあり方が21世紀と大きくかけ離れており、殺人事件の現場となった個人宅（家族間の事件なので被害者宅でもある）を撮影して公開したり、その写真を報道目的を超えて「作品」として扱い、アルバムジャケットに使うことに対する規制や忌避感は現代と比べてはるかに緩かった。
なお、1993年にペヨトル工房から書籍扱いで発売された復刻盤では、オリジナルジャケットの軍鶏の写真が用いられている。

## メンバー
- 佐藤薫 - ボーカル
- 川島裕二（川島バナナ）- キーボード
- 佐久間コウ - ベース
- ユン・ツボタジ - パーカッション

### 旧メンバー
- 鈴木創士 - キーボード
- 好機タツオ - ギター
- 三条通 - ドラム

## ディスコグラフィー

### カセット・ブック
- 制服・肉体・複製（1983年、ペヨトル工房）

### スタジオ・アルバム
- リンガ・フランカ-1 昭和大赦（1983年、日本コロムビア）
- リンガ・フランカ-X 昭和崩御（1984年、ペヨトル工房）
- Found Tapes（2010年、SUPER FUJI DISCS）
- リ・ン・ガ・フ・ラ・ン・カ DELUXE（2011年、ディスクユニオン）

『リンガ・フランカ-1 昭和大赦』『リンガ・フランカ-X 昭和崩御』にボーナス・トラックを追加してCD化した、佐藤薫監修によるデラックス・エディション。

### ライブ・アルバム
- Multilevel Holarchy（1983年、Skating Pears/テレグラフ）

ジャケットデザインは祖父江慎。2010年にCD化。
- A Artaud（2013年、BLACK SMOKER）
- OBLIQUES（φonon）